# Beering Award
Steven C. Beering Award — ежегодно присуждаемая медицинской школой Индианского университета награда международно признанному исследователю с выдающимися достижениями в области биомедицинских или клинических наук. Основана в 1983 году. Восьмеро из удостоившихся её также Нобелевские лауреаты. Лауреат получает медаль и 25 тыс. долларов США.

## Лауреаты
- 2025 - Douglas C. Wallace[англ.]
- 2024 - Robert Malenka[англ.][5][6]
- 2023 - Stanley Crooke
- 2019 — George R. Stark[нем.][3]
- 2018 — Чёрч, Джордж
- 2017 — Michael J. Welsh (biologist)[англ.][7]
- 2016 — Гордон, Джеффри Айван[8]
- 2015 — Лори Глимчер[9][10]
- 2014 — Уильям Кэлин
- 2013 — Roger J. Davis[4]
- 2012 — Олсон, Эрик Ньюэлл[11]
- 2011 — Craig B. Thompson[англ.]
- 2010 — Левин, Арнольд[12]